# EPrix van Ad Diriyah 2019
De ePrix van Ad Diriyah 2019 werd gehouden over twee races op 22 en 23 november 2019 op het Riyadh Street Circuit. Dit waren de eerste en tweede race van het seizoen.
De eerste race werd gewonnen door Envision Virgin Racing-coureur Sam Bird. André Lotterer werd voor het TAG Heuer Porsche Formula E Team tweede, terwijl Mercedes-Benz EQ Formula E Team-coureur Stoffel Vandoorne zijn eerste podiumfinish in het kampioenschap behaalde met een derde plaats. Zowel Porsche als Mercedes maakten tijdens deze race hun Formule E-debuut.
De tweede race werd gewonnen door BMW i Andretti Motorsport-coureur Alexander Sims, die gestart vanaf pole position zijn eerste Formule E-zege behaalde. Zijn teamgenoot Maximilian Günther eindigde oorspronkelijk als tweede, maar na een straf vanwege het inhalen tijdens een safetycarfase eindigde hij buiten de punten. Hierdoor werd Audi Sport ABT Schaeffler-coureur Lucas di Grassi tweede, terwijl Stoffel Vandoorne zijn tweede podiumfinish van het weekend behaalde door als derde te eindigen.

## Race 1

### Kwalificatie
| Pos                 | No | Coureur                | Team                             | Q1       | Q2       | Grid |
| ------------------- | -- | ---------------------- | -------------------------------- | -------- | -------- | ---- |
| 1                   | 27 | Alexander Sims         | BMW i Andretti Motorsport        | 1:15.255 | 1:14.563 | 1    |
| 2                   | 5  | Stoffel Vandoorne      | Mercedes-Benz EQ Formula E Team  | 1:15.151 | 1:14.839 | 2    |
| 3                   | 17 | Nyck de Vries          | Mercedes-Benz EQ Formula E Team  | 1:15.027 | 1:14.929 | 3    |
| 4                   | 48 | Edoardo Mortara        | ROKiT Venturi Racing             | 1:15.254 | 1:15.131 | 4    |
| 5                   | 2  | Sam Bird               | Envision Virgin Racing           | 1:14.946 | 1:15.350 | 5    |
| 6                   | 64 | Jérôme d'Ambrosio      | Mahindra Racing                  | 1:15.273 | 1:15.539 | 6    |
| 7                   | 36 | André Lotterer         | TAG Heuer Porsche Formula E Team | 1:15.518 |          | 7    |
| 8                   | 22 | Oliver Rowland         | Nissan e.Dams                    | 1:15.653 |          | 8    |
| 9                   | 28 | Maximilian Günther     | BMW i Andretti Motorsport        | 1:15.680 |          | 9    |
| 10                  | 3  | Oliver Turvey          | NIO 333 FE Team                  | 1:16.018 |          | 10   |
| 11                  | 25 | Jean-Éric Vergne       | DS Techeetah                     | 1:16.129 |          | 11   |
| 12                  | 4  | Robin Frijns           | Envision Virgin Racing           | 1:16.200 |          | 12   |
| 13                  | 94 | Pascal Wehrlein        | Mahindra Racing                  | 1:16.200 |          | 13   |
| 14                  | 23 | Sébastien Buemi        | Nissan e.Dams                    | 1:16.243 |          | 14   |
| 15                  | 66 | Daniel Abt             | Audi Sport ABT Schaeffler        | 1:16.264 |          | 15   |
| 16                  | 20 | Mitch Evans            | Panasonic Jaguar Racing          | 1:16.532 |          | 16   |
| 17                  | 19 | Felipe Massa           | ROKiT Venturi Racing             | 1:16.583 |          | 17   |
| 18                  | 6  | Brendon Hartley        | GEOX Dragon                      | 1:17.074 |          | 18   |
| 19                  | 11 | Lucas di Grassi        | Audi Sport ABT Schaeffler        | 1:17.213 |          | 19   |
| 20                  | 18 | Neel Jani              | TAG Heuer Porsche Formula E Team | 1:17.745 |          | 20   |
| 21                  | 13 | António Félix da Costa | DS Techeetah                     | 1:18.613 |          | 21   |
| 22                  | 33 | Ma Qing Hua            | NIO 333 FE Team                  | 1:21.701 |          | 22   |
| 110%-tijd: 1:22.529 |    |                        |                                  |          |          |      |
| DSQ                 | 7  | Nico Müller            | GEOX Dragon                      | 1:23.017 |          | 23   |
| DSQ                 | 51 | James Calado           | Panasonic Jaguar Racing          | 1:23.792 |          | 24   |

### Race
| Pos | No | Coureur                | Team                             | Rondes | Tijd/Oorzaak uitval | Grid | Punten |
| --- | -- | ---------------------- | -------------------------------- | ------ | ------------------- | ---- | ------ |
| 1   | 2  | Sam Bird               | Envision Virgin Racing           | 34     | 46:17.371           | 5    | 26     |
| 2   | 36 | André Lotterer         | TAG Heuer Porsche Formula E Team | 34     | +1.319              | 7    | 18     |
| 3   | 5  | Stoffel Vandoorne      | Mercedes-Benz EQ Formula E Team  | 34     | +1.672              | 2    | 15     |
| 4   | 22 | Oliver Rowland         | Nissan e.Dams                    | 34     | +1.944              | 8    | 12     |
| 5   | 4  | Robin Frijns           | Envision Virgin Racing           | 34     | +3.983              | 12   | 10     |
| 6   | 17 | Nyck de Vries          | Mercedes-Benz EQ Formula E Team  | 34     | +4.560              | 3    | 8      |
| 7   | 48 | Edoardo Mortara        | ROKiT Venturi Racing             | 34     | +5.122              | 4    | 6      |
| 8   | 27 | Alexander Sims         | BMW i Andretti Motorsport        | 34     | +5.715              | 1    | 7      |
| 9   | 64 | Jérôme d'Ambrosio      | Mahindra Racing                  | 34     | +6.628              | 6    | 2      |
| 10  | 20 | Mitch Evans            | Panasonic Jaguar Racing          | 34     | +7.048              | 16   | 2      |
| 11  | 94 | Pascal Wehrlein        | Mahindra Racing                  | 34     | +7.460              | 13   |        |
| 12  | 19 | Felipe Massa           | ROKiT Venturi Racing             | 34     | +8.166              | 17   |        |
| 13  | 11 | Lucas di Grassi        | Audi Sport ABT Schaeffler        | 34     | +8.404              | 19   |        |
| 14  | 13 | António Félix da Costa | DS Techeetah                     | 34     | +8.853              | 21   |        |
| 15  | 3  | Oliver Turvey          | NIO 333 FE Team                  | 34     | +10.172             | 10   |        |
| 16  | 51 | James Calado           | Panasonic Jaguar Racing          | 34     | +11.572             | 24   |        |
| 17  | 18 | Neel Jani              | TAG Heuer Porsche Formula E Team | 34     | +15.429             | 20   |        |
| 18  | 28 | Maximilian Günther     | BMW i Andretti Motorsport        | 34     | +25.662             | 8    |        |
| 19  | 6  | Brendon Hartley        | GEOX Dragon                      | 34     | +52.219             | 18   |        |
| 20  | 33 | Ma Qing Hua            | NIO 333 FE Team                  | 33     | +1 ronde            | 22   |        |
| DNF | 66 | Daniel Abt             | Audi Sport ABT Schaeffler        | 29     | Ongeluk             | 15   |        |
| DNF | 25 | Jean-Éric Vergne       | DS Techeetah                     | 21     | Besturing           | 11   |        |
| DNF | 23 | Sébastien Buemi        | Nissan e.Dams                    | 3      | Technisch           | 14   |        |
| DNS | 7  | Nico Müller            | GEOX Dragon                      | 0      | Niet gestart        | 23   |        |

## Race 2

### Kwalificatie
| Pos                 | No | Coureur                | Team                             | Q1       | Q2        | Grid |
| ------------------- | -- | ---------------------- | -------------------------------- | -------- | --------- | ---- |
| 1                   | 27 | Alexander Sims         | BMW i Andretti Motorsport        | 1:11.858 | 1:11.476  | 1    |
| 2                   | 23 | Sébastien Buemi        | Nissan e.Dams                    | 1:11.774 | 1:11.696  | 2    |
| 3                   | 11 | Lucas di Grassi        | Audi Sport ABT Schaeffler        | 1:11.939 | 1:11.784  | 3    |
| 4                   | 64 | Jérôme d'Ambrosio      | Mahindra Racing                  | 1:11.835 | 1:12.093  | 4    |
| 5                   | 13 | António Félix da Costa | DS Techeetah                     | 1:11.418 | 1:14.134  | 5    |
| 6                   | 20 | Mitch Evans            | Panasonic Jaguar Racing          | 1:11.972 | geen tijd | 6    |
| 7                   | 2  | Sam Bird               | Envision Virgin Racing           | 1:12.007 |           | 7    |
| 8                   | 48 | Edoardo Mortara        | ROKiT Venturi Racing             | 1:12.008 |           | 8    |
| 9                   | 28 | Maximilian Günther     | BMW i Andretti Motorsport        | 1:12.051 |           | 9    |
| 10                  | 36 | André Lotterer         | TAG Heuer Porsche Formula E Team | 1:12.153 |           | 10   |
| 11                  | 25 | Jean-Éric Vergne       | DS Techeetah                     | 1:12.327 |           | 24   |
| 12                  | 5  | Stoffel Vandoorne      | Mercedes-Benz EQ Formula E Team  | 1:12.422 |           | 11   |
| 13                  | 4  | Robin Frijns           | Envision Virgin Racing           | 1:12.454 |           | 12   |
| 14                  | 94 | Pascal Wehrlein        | Mahindra Racing                  | 1:12.635 |           | 13   |
| 15                  | 66 | Daniel Abt             | Audi Sport ABT Schaeffler        | 1:12.642 |           | 14   |
| 16                  | 19 | Felipe Massa           | ROKiT Venturi Racing             | 1:12.656 |           | 15   |
| 17                  | 22 | Oliver Rowland         | Nissan e.Dams                    | 1:12.660 |           | 16   |
| 18                  | 3  | Oliver Turvey          | NIO 333 FE Team                  | 1:12.671 |           | 17   |
| 19                  | 18 | Neel Jani              | TAG Heuer Porsche Formula E Team | 1:12.732 |           | 18   |
| 20                  | 6  | Brendon Hartley        | GEOX Dragon                      | 1:13.182 |           | 19   |
| 21                  | 33 | Ma Qing Hua            | NIO 333 FE Team                  | 1:13.205 |           | 20   |
| 22                  | 51 | James Calado           | Panasonic Jaguar Racing          | 1:13.430 |           | 21   |
| 23                  | 7  | Nico Müller            | GEOX Dragon                      | 1:13.703 |           | 22   |
| 24                  | 17 | Nyck de Vries          | Mercedes-Benz EQ Formula E Team  | 1:14.082 |           | 23   |
| 110%-tijd: 1:18.559 |    |                        |                                  |          |           |      |

### Race
| Pos | No | Coureur                | Team                             | Rondes | Tijd/Oorzaak uitval | Grid | Punten |
| --- | -- | ---------------------- | -------------------------------- | ------ | ------------------- | ---- | ------ |
| 1   | 27 | Alexander Sims         | BMW i Andretti Motorsport        | 30     | 46:48.327           | 1    | 28     |
| 2   | 11 | Lucas di Grassi        | Audi Sport ABT Schaeffler        | 30     | +2.817              | 3    | 18     |
| 3   | 5  | Stoffel Vandoorne      | Mercedes-Benz EQ Formula E Team  | 30     | +3.581              | 11   | 15     |
| 4   | 48 | Edoardo Mortara        | ROKiT Venturi Racing             | 30     | +4.294              | 8    | 12     |
| 5   | 22 | Oliver Rowland         | Nissan e.Dams                    | 30     | +5.475              | 16   | 10     |
| 6   | 66 | Daniel Abt             | Audi Sport ABT Schaeffler        | 30     | +16.942             | 14   | 8      |
| 7   | 51 | James Calado           | Panasonic Jaguar Racing          | 30     | +17.221             | 21   | 6      |
| 8   | 25 | Jean-Éric Vergne       | DS Techeetah                     | 30     | +19.394             | 24   | 4      |
| 9   | 6  | Brendon Hartley        | GEOX Dragon                      | 30     | +20.702             | 19   | 2      |
| 10  | 13 | António Félix da Costa | DS Techeetah                     | 30     | +22.634             | 5    | 3      |
| 11  | 28 | Maximilian Günther     | BMW i Andretti Motorsport        | 30     | +25.383             | 9    |        |
| 12  | 23 | Sébastien Buemi        | Nissan e.Dams                    | 30     | +26.291             | 2    |        |
| 13  | 18 | Neel Jani              | TAG Heuer Porsche Formula E Team | 30     | +27.493             | 18   |        |
| 14  | 36 | André Lotterer         | TAG Heuer Porsche Formula E Team | 30     | +29.046             | 10   |        |
| 15  | 94 | Pascal Wehrlein        | Mahindra Racing                  | 30     | +35.290             | 13   |        |
| 16  | 17 | Nyck de Vries          | Mercedes-Benz EQ Formula E Team  | 30     | +36.318             | 23   |        |
| 17  | 19 | Felipe Massa           | ROKiT Venturi Racing             | 30     | +45.758             | 15   |        |
| 18  | 20 | Mitch Evans            | Panasonic Jaguar Racing          | 30     | +1:01.105           | 6    |        |
| 19  | 33 | Ma Qing Hua            | NIO 333 FE Team                  | 30     | +1:28.165           | 20   |        |
| DNF | 7  | Nico Müller            | GEOX Dragon                      | 28     | Technisch           | 22   |        |
| DNF | 4  | Robin Frijns           | Envision Virgin Racing           | 18     | Ongeluk             | 12   |        |
| DNF | 2  | Sam Bird               | Envision Virgin Racing           | 13     | Ongeluk             | 7    |        |
| DNS | 64 | Jérôme d'Ambrosio      | Mahindra Racing                  | 0      | Niet gestart        | 4    |        |
| DSQ | 3  | Oliver Turvey          | NIO 333 FE Team                  | 30     | Gediskwalificeerd   | 17   |        |

## Tussenstanden wereldkampioenschap

### Coureurs
| Positie | No. | Rijder            | Team                             | Punten |
| ------- | --- | ----------------- | -------------------------------- | ------ |
| 01      | 27  | Alexander Sims    | BMW i Andretti Motorsport        | 35     |
| 02      | 5   | Stoffel Vandoorne | Mercedes-Benz EQ Formula E Team  | 30     |
| 03      | 2   | Sam Bird          | Envision Virgin Racing           | 26     |
| 04      | 22  | Oliver Rowland    | Nissan e.dams                    | 22     |
| 05      | 11  | Lucas di Grassi   | Audi Sport ABT Schaeffler        | 18     |
| 06      | 36  | André Lotterer    | TAG Heuer Porsche Formula E Team | 18     |
| 07      | 48  | Edoardo Mortara   | ROKiT Venturi Racing             | 18     |
| 08      | 4   | Robin Frijns      | Envision Virgin Racing           | 10     |
| 09      | 17  | Nyck de Vries     | Mercedes-Benz EQ Formula E Team  | 08     |
| 10      | 66  | Daniel Abt        | Audi Sport ABT Schaeffler        | 08     |

### Constructeurs
| Positie | Team                             | Punten |
| ------- | -------------------------------- | ------ |
| 01      | Mercedes-Benz EQ Formula E Team  | 38     |
| 02      | Envision Virgin Racing           | 36     |
| 03      | BMW i Andretti Motorsport        | 35     |
| 04      | Audi Sport ABT Schaeffler        | 26     |
| 05      | Nissan e.dams                    | 22     |
| 06      | TAG Heuer Porsche Formula E Team | 18     |
| 07      | ROKiT Venturi Racing             | 18     |
| 08      | Panasonic Jaguar Racing          | 08     |
| 09      | DS Techeetah                     | 07     |
| 10      | Mahindra Racing                  | 02     |